# Pulau Talatakoh
Pulau Talatakoh är en ö i Indonesien.   Den ligger i provinsen Sulawesi Tengah, i den norra delen av landet, 1 800 km öster om huvudstaden Jakarta. Arean är 98 kvadratkilometer.
Terrängen på Pulau Talatakoh är lite kuperad. Öns högsta punkt är 253 meter över havet. Den sträcker sig 19,4 kilometer i nord-sydlig riktning, och 10,3 kilometer i öst-västlig riktning.